# Haplochromis maxillaris
Haplochromis maxillaris је зракоперка из реда Perciformes и фамилије Cichlidae.

## Угроженост
Ова врста је крајње угрожена и у великој опасности од изумирања.

## Распрострањење
Врста има станиште у Кенији, Танзанији и Уганди.

## Станиште
Станиште врсте су слатководна подручја.